# Martin F. Bachmann

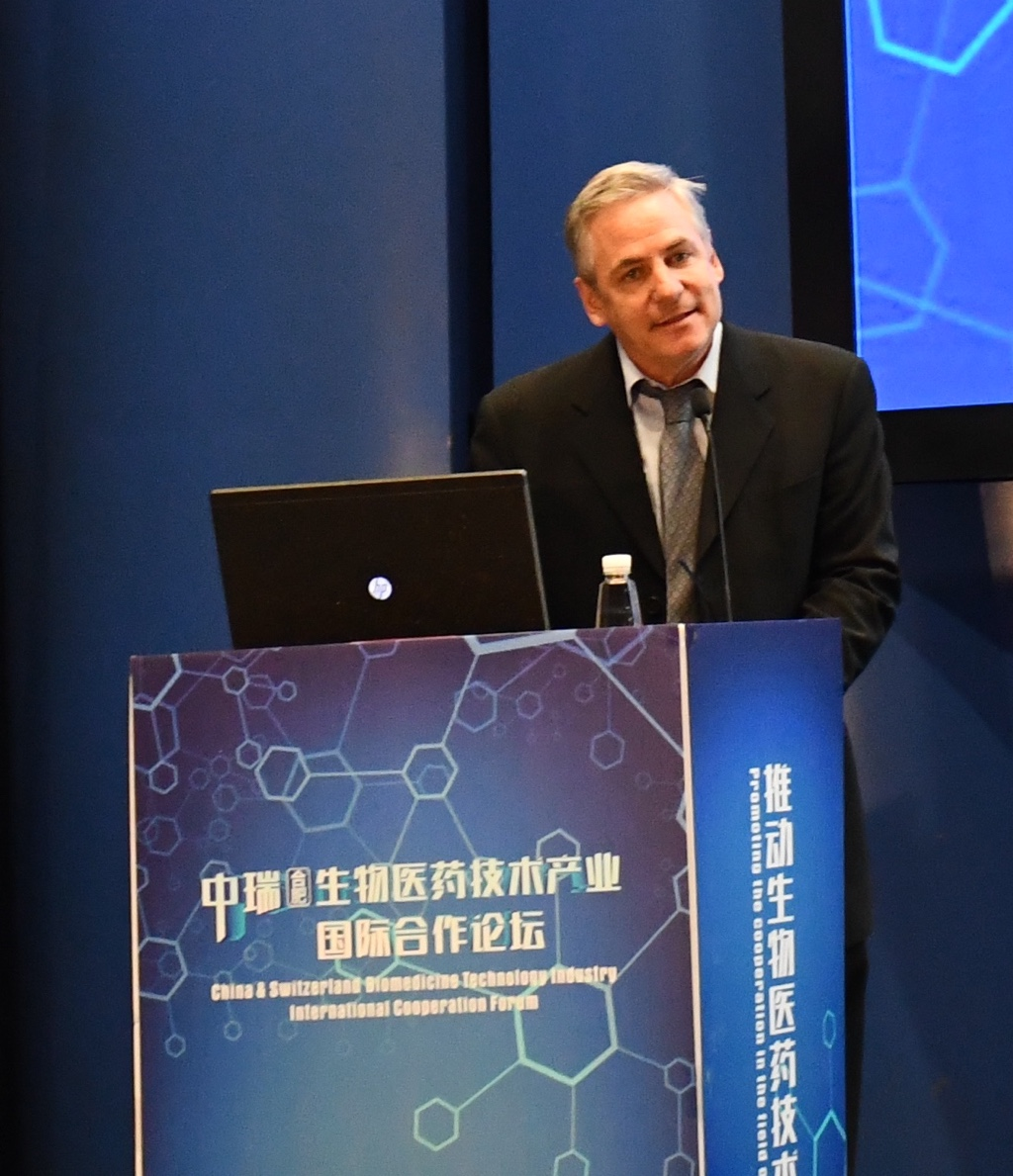
Martin Bachmann (2019)

Martin Fabian Bachmann (* 15. Dezember 1967 in Winterthur) ist ein Schweizer Immunologe.

## Leben
Martin F. Bachmann machte sich einen Namen im Bereich therapeutischer Impfstoffe und Virus-artiger Partikel. Er ist Professor für Immunologie an der Universität Bern, der Universität Oxford und Direktor des International Immunology Institute of Anhui Agricultural University, Hefei, China. Martin Bachmann ist Gründer und Mitgründer mehrerer Biotech-Unternehmen, die im Bereich therapeutische Impfstoffe beim Menschen (Saiba GmbH, HealVAX GmbH und DeepVax GmbH) und beim Tier (Hypopet AG, Evax AG) tätig sind.
Martin Bachmann begann seine Forscherkarriere im Bereich antiviraler Immunantworten im Labor von Nobelpreisträger Rolf Zinkernagel (1991–1995), bevor er bei Pam Ohashi in Toronto (1995–1997) und als Principle Investigator am Basel Institute for Immunology (1997–2000) tätig war.
In einem nächsten Schritt richtete Bachmann seine Forschung auf Impfstoffentwicklung aus und leitete über 10 Jahre lang die Forschung bei der Cytos Biotechnology AG in Schlieren, Kanton Zürich (2000–2012). Während dieser Zeit wurde ein klinisches Proof-of-Concept im Menschen in mehreren Indikationen erreicht, unter anderem mit einem Impfstoff gegen Bluthochdruck, Rauchen, Allergie  und Asthma. Ein von ihm entwickelter Impfstoff gegen die Alzheimer-Krankheit ist bei Novartis in einer Registrierungsstudie. Ab 2012 wandte sich Bachmann wieder der Akademie zu und fokussierte sich weiter auf therapeutische Impfstoffe, basierend auf Virus-artigen Partikeln. In Zusammenarbeit mit der Evax AG und der Hypopet AG wurde ein erfolgreiches Proof-of-Concept für therapeutische Impfstoffe gegen Insektenstichallergie beim Pferd und atopischer Dermatitis beim Hund erlangt. Weiter war es möglich, mittels einer Impfung Katzen hypoallergen zu machen, um das Zusammenleben mit allergischen Besitzern zu vereinfachen.  Ein von Bachmann zusammen mit Allergy Therapeutics Inc entwickelter Impfstoff gegen Erdnussallergie (J Allergy Clin Immunol. 2020 Apr;145(4):1240-1253) wird momentan in den USA klinisch getestet.
Seit Beginn der COVID-19-Pandemie im Jahr 2020 um das neuartige Coronavirus SARS-CoV-2 forscht Bachmann an einem Impfstoff für SARS-CoV-2 (N Engl J Med. 2022 Mar 3;386(9):899) und MERS (NPJ Vaccines. 2021 Aug 24;6(1):107).

### Wissenschaftliche Probleme und Insiderhandel (Cytos)
Als Geschäftsleitungsmitglied und Forschungsleiter von Cytos Biotechnology AG reichte Bachmann 2002 eine Studie an der Maus über ein neues Verfahren ein, um Impfungen wirksamer zu machen. Dabei zeigte er in einer Grafik, wie sich die Tumorgrösse von sechs geimpften Mäusen verkleinert hatte, erwähnte aber zwei Tiere, bei denen sein Stoff erfolglos war, nur im Text. Als er auf den Fehler aufmerksam gemacht wurde, stoppte er den Begutachtungsprozess und reichte eine revidierte Version ein, welche schliesslich im Jahre 2004 nach peer-review publizierte wurde (J Immunol 2004; 172:1777-1785). Die falsche Version des Manuskriptes wurde nie publiziert. Die Universität Zürich kam nach einer Untersuchung zum Schluss, dass eine Täuschung und wissenschaftliches Fehlverhalten vorlagen.
Bachmann wurde 2016 wegen Insiderhandel verurteilt, da er Aktien von Cytos dank Insiderinformationen im Jahr 2009 früher verkaufte bzw. früher kaufte. Er erhielt eine bedingte Geldstrafe von 84'000 Franken und musste wegen eines unrechtmässigen Vermögensvorteils 55'903 Franken bezahlen.

## Preise und Auszeichnungen
Bachmann wurde für seine Masterarbeit an der ETH Zürich mit einer ETH-Silbermedaille ausgezeichnet. Sein ETH-Abschluss war «with distinction», weil er mit Maximalnote in jedem Fach abschloss. Seine Doktorarbeit wurde ebenfalls mit einer ETH-Silbermedaille ausgezeichnet. 1998 wurde er mit dem Pfizer Forschungspreis Immunologie in der Schweiz ausgezeichnet.
Er gewann den Swiss Technology Award zweimal, 2004 mit Cytos und 2013 mit Hypopet. Im Jahr 2021 verlieh ihm die University of Latvia den Ehrendoktor.